# Liste der Baudenkmale in Potsdam/C
Dieser Teil der Liste beinhaltet die Denkmale in Potsdam, die sich in Straßen befinden, die mit C beginnen. Der Stand der Liste ist der 31. Dezember 2020.

## Legende
In den Spalten befinden sich folgende Informationen:
- ID-Nr.: Die Nummer wird vom Brandenburgischen Landesamt für Denkmalpflege vergeben. Ein Link hinter der Nummer führt zum Eintrag über das Denkmal in der Denkmaldatenbank. In dieser Spalte kann sich zusätzlich das Wort Wikidata befinden, der entsprechende Link führt zu Angaben zu diesem Denkmal bei Wikidata.
- Lage: die Adresse des Denkmales und die geographischen Koordinaten. Link zu einem Kartenansichtstool, um Koordinaten zu setzen. In der Kartenansicht sind Denkmale ohne Koordinaten mit einem roten beziehungsweise orangen Marker dargestellt und können in der Karte gesetzt werden. Denkmale ohne Bild sind mit einem blauen bzw. roten Marker gekennzeichnet, Denkmale mit Bild mit einem grünen beziehungsweise orangen Marker.
- Bezeichnung: Bezeichnung in den offiziellen Listen des Brandenburgischen Landesamtes für Denkmalpflege. Ein Link hinter der Bezeichnung führt zum Wikipedia-Artikel über das Denkmal.
- Beschreibung: die Beschreibung des Denkmales
- Bild: ein Bild des Denkmales und gegebenenfalls einen Link zu weiteren Fotos des Baudenkmals im Medienarchiv Wikimedia Commons

## Baudenkmale
| ID-Nr.   | Lage                                                           | Bezeichnung                                                                                                | Beschreibung                                                                                    | Bild |
| -------- | -------------------------------------------------------------- | --- | ----------------------------------------------------------------------------------------------- | --- |
| 09156562 | Brandenburger Vorstadt Carl-von-Ossietzky-Straße 6 (Lage)      | Mietwohnhaus                                                                                               |                                                                                                 | [[Vorlage:Bilderwunsch/code!/C:52.394888,13.034563!/D:Brandenburger Vorstadt Carl-von-Ossietzky-Straße 6, Mietwohnhaus!/\|BW]]                                                                                    |
| 09155814 | Brandenburger Vorstadt Carl-von-Ossietzky-Straße 15, 16 (Lage) | Mietwohnhäuser mit Vorgärten und Einfriedungen                                                             |                                                                                                 | Mietwohnhäuser mit Vorgärten und Einfriedungen |
| 09156563 | Brandenburger Vorstadt Carl-von-Ossietzky-Straße 18 (Lage)     | Mietwohnhaus                                                                                               |                                                                                                 | Mietwohnhaus |
| 09155989 | Brandenburger Vorstadt Carl-von-Ossietzky-Straße 19 (Lage)     | Mietwohnhaus                                                                                               |                                                                                                 | Mietwohnhaus |
|          | Brandenburger Vorstadt Carl-von-Ossietzky-Straße 36 (Lage)     | Mietwohnhaus mit Einfriedung                                                                               |                                                                                                 | [[Vorlage:Bilderwunsch/code!/C:52.394568,13.034128!/D:Brandenburger Vorstadt Carl-von-Ossietzky-Straße 36, Mietwohnhaus mit Einfriedung!/\|BW]]                                                                   |
| 09156843 | Nördliche Innenstadt Charlottenstraße (Lage)                   | Straßenzug in der Altstadt, südliche Charlottenstraße                                                      |                                                                                                 | [[Vorlage:Bilderwunsch/code!/C:52.399202,13.053887!/D:Nördliche Innenstadt Charlottenstraße, Straßenzug in der Altstadt, südliche Charlottenstraße!/\|BW]]                                                        |
| 09156830 | Nördliche Innenstadt Charlottenstraße (Lage)                   | Straßenzug in der II. Barocken Stadterweiterung, nördliche Charlottenstraße                                |                                                                                                 | [[Vorlage:Bilderwunsch/code!/C:52.399427,13.054123!/D:Nördliche Innenstadt Charlottenstraße, Straßenzug in der II. Barocken Stadterweiterung, nördliche Charlottenstraße!/\|BW]]                                  |
| 09155169 | Nördliche Innenstadt Charlottenstraße 1 (Lage)                 | Bürgerliches Wohnhaus                                                                                      | Baujahr: 1783 Baumeister: Carl von Gontard in Zusammenarbeit mit Johann Rudolf Heinrich Richter | Bürgerliches Wohnhaus |
| 09155170 | Nördliche Innenstadt Charlottenstraße 2 (Lage)                 | Bürgerliches Wohnhaus                                                                                      | Baujahr: 1784                                                                                   | Bürgerliches Wohnhaus |
| 09155171 | Nördliche Innenstadt Charlottenstraße 3 (Lage)                 | Bürgerliches Wohnhaus, aufgestockt                                                                         | Baujahr: 1784, Aufstockung 1873                                                                 | Bürgerliches Wohnhaus, aufgestockt |
| 09155172 | Nördliche Innenstadt Charlottenstraße 4 (Lage)                 | Bürgerliches Wohnhaus                                                                                      |                                                                                                 | Bürgerliches Wohnhaus |
| 09155173 | Nördliche Innenstadt Charlottenstraße 5 (Lage)                 | Bürgerliches Wohnhaus                                                                                      |                                                                                                 | Bürgerliches Wohnhaus |
| 09155174 | Nördliche Innenstadt Charlottenstraße 6 (Lage)                 | Bürgerliches Wohnhaus                                                                                      |                                                                                                 | Bürgerliches Wohnhaus |
| 09155175 | Nördliche Innenstadt Charlottenstraße 7 (Lage)                 | Bürgerliches Wohnhaus                                                                                      |                                                                                                 | Bürgerliches Wohnhaus |
| 09155176 | Nördliche Innenstadt Charlottenstraße 8 (Lage)                 | Bürgerliches Wohnhaus                                                                                      |                                                                                                 | Bürgerliches Wohnhaus |
| 09155177 | Nördliche Innenstadt Charlottenstraße 9 (Lage)                 | Bürgerliches Wohnhaus                                                                                      |                                                                                                 | Bürgerliches Wohnhaus |
| 09155178 | Nördliche Innenstadt Charlottenstraße 10 (Lage)                | Bürgerliches Wohnhaus, aufgestockt                                                                         |                                                                                                 | Bürgerliches Wohnhaus, aufgestockt |
| 09155179 | Nördliche Innenstadt Charlottenstraße 11 (Lage)                | Bürgerliches Wohnhaus                                                                                      | Baujahr: 1781 Baumeister: Georg Christian Unger                                                 | Bürgerliches Wohnhaus |
| 09155180 | Nördliche Innenstadt Charlottenstraße 12 (Lage)                | Bürgerliches Wohnhaus                                                                                      | Baujahr: 1781 Baumeister: Georg Christian Unger                                                 | Bürgerliches Wohnhaus |
| 09157195 | Nördliche Innenstadt Charlottenstraße 12 (Lage)                | Alte Anatomie mit vorgelagerter Pflasterung, auf dem Hof des ehemaligen Militärlazaretts (Lindenstraße 25) |                                                                                                 | [[Vorlage:Bilderwunsch/code!/C:52.3986,13.05041!/D:Nördliche Innenstadt Charlottenstraße 12, Alte Anatomie mit vorgelagerter Pflasterung, auf dem Hof des ehemaligen Militärlazaretts (Lindenstraße 25)!/\|BW]]   |
| 09155181 | Nördliche Innenstadt Charlottenstraße 13 (Lage)                | Bürgerliches Wohnhaus                                                                                      | Baujahr: 1779 Baumeister: Georg Christian Unger                                                 | Bürgerliches Wohnhaus |
| 09155182 | Nördliche Innenstadt Charlottenstraße 14 (Lage)                | Bürgerliches Wohnhaus                                                                                      | Baujahr: 1779 Baumeister: Georg Christian Unger                                                 | Bürgerliches Wohnhaus |
| 09155183 | Nördliche Innenstadt Charlottenstraße 15 (Lage)                | Bürgerliches Wohnhaus                                                                                      | Baujahr: 1779 Baumeister: Georg Christian Unger                                                 | Bürgerliches Wohnhaus |
| 09155184 | Nördliche Innenstadt Charlottenstraße 19 (Lage)                | Bürgerliches Wohnhaus                                                                                      | Baujahr: 1779 Baumeister: Georg Christian Unger                                                 | Bürgerliches Wohnhaus |
| 09155185 | Nördliche Innenstadt Charlottenstraße 20 (Lage)                | Bürgerliches Wohnhaus                                                                                      |                                                                                                 | Bürgerliches Wohnhaus |
| 09155186 | Nördliche Innenstadt Charlottenstraße 21 (Lage)                | Bürgerliches Wohnhaus, aufgestockt                                                                         | Baujahr: 1781 Baumeister: Georg Christian Unger                                                 | Bürgerliches Wohnhaus, aufgestockt |
| 09155187 | Nördliche Innenstadt Charlottenstraße 22 (Lage)                | Bürgerliches Wohnhaus, aufgestockt                                                                         | Baujahr: 1781 Baumeister: Georg Christian Unger                                                 | Bürgerliches Wohnhaus, aufgestockt |
| 09155188 | Nördliche Innenstadt Charlottenstraße 23 (Lage)                | Bürgerliches Wohnhaus, aufgestockt                                                                         | Baujahr: 1781 Baumeister: Georg Christian Unger                                                 | Bürgerliches Wohnhaus, aufgestockt |
| 09155189 | Nördliche Innenstadt Charlottenstraße 24 (Lage)                | Bürgerliches Wohnhaus                                                                                      | Baujahr: 1782 Baumeister: Georg Christian Unger                                                 | Bürgerliches Wohnhaus |
| 09155190 | Nördliche Innenstadt Charlottenstraße 25 (Lage)                | Bürgerliches Wohnhaus                                                                                      | Baujahr: 1782 Baumeister: Georg Christian Unger                                                 | Bürgerliches Wohnhaus |
| 09155191 | Nördliche Innenstadt Charlottenstraße 26 (Lage)                | Bürgerliches Wohnhaus                                                                                      | Baujahr: 1782 Baumeister: Georg Christian Unger                                                 | Bürgerliches Wohnhaus |
| 09155192 | Nördliche Innenstadt Charlottenstraße 27 (Lage)                | Bürgerliches Wohnhaus                                                                                      | Baujahr: 1783 Baumeister: Georg Christian Unger                                                 | Bürgerliches Wohnhaus |
| 09155193 | Nördliche Innenstadt Charlottenstraße 28 (Lage)                | Bürgerliches Wohnhaus                                                                                      | Baujahr: 1783 Baumeister: Georg Christian Unger                                                 | Bürgerliches Wohnhaus |
| 09155194 | Nördliche Innenstadt Charlottenstraße 29 (Lage)                | Bürgerliches Wohnhaus                                                                                      | Baujahr: 1783 Baumeister: Georg Christian Unger                                                 | Bürgerliches Wohnhaus |
| 09155195 | Nördliche Innenstadt Charlottenstraße 30 (Lage)                | Bürgerliches Wohnhaus, aufgestockt                                                                         | Baujahr: 1783 Baumeister: Georg Christian Unger                                                 | Bürgerliches Wohnhaus, aufgestockt |
| 09155196 | Nördliche Innenstadt Charlottenstraße 31 (Lage)                | Königliches Ordonnanzhaus, aufgestockt                                                                     | Baujahr: 1782 Baumeister: Georg Christian Unger                                                 | Königliches Ordonnanzhaus, aufgestockt |
| 09155168 | Nördliche Innenstadt Charlottenstraße 33 (Lage)                | Bürgerliches Wohnhaus                                                                                      |                                                                                                 | Bürgerliches Wohnhaus |
| 09155197 | Nördliche Innenstadt Charlottenstraße 34–36 (Lage)             | Bürgerliches Wohnhaus                                                                                      |                                                                                                 | Bürgerliches Wohnhaus |
| 09155198 | Nördliche Innenstadt Charlottenstraße 56 (Lage)                | Bürgerliches Wohnhaus                                                                                      |                                                                                                 | Bürgerliches Wohnhaus |
| 09155199 | Nördliche Innenstadt Charlottenstraße 57 (Lage)                | Bürgerliches Wohnhaus                                                                                      |                                                                                                 | Bürgerliches Wohnhaus |
| 09155200 | Nördliche Innenstadt Charlottenstraße 58 (Lage)                | Bürgerliches Wohnhaus                                                                                      |                                                                                                 | Bürgerliches Wohnhaus |
| 09155201 | Nördliche Innenstadt Charlottenstraße 59 (Lage)                | Bürgerliches Wohnhaus                                                                                      |                                                                                                 | Bürgerliches Wohnhaus |
| 09155202 | Nördliche Innenstadt Charlottenstraße 61 (Lage)                | Bürgerliches Wohnhaus                                                                                      |                                                                                                 | Bürgerliches Wohnhaus |
| 09155203 | Nördliche Innenstadt Charlottenstraße 62 (Lage)                | Bürgerliches Wohnhaus                                                                                      |                                                                                                 | [[Vorlage:Bilderwunsch/code!/C:52.400072,13.064235!/D:Nördliche Innenstadt Charlottenstraße 62, Bürgerliches Wohnhaus!/\|BW]]                                                                                     |
| 09155204 | Nördliche Innenstadt Charlottenstraße 63 (Lage)                | Bürgerliches Wohnhaus                                                                                      |                                                                                                 | Bürgerliches Wohnhaus |
| 09155205 | Nördliche Innenstadt Charlottenstraße 64 (Lage)                | Bürgerliches Wohnhaus                                                                                      |                                                                                                 | Bürgerliches Wohnhaus |
| 09155206 | Nördliche Innenstadt Charlottenstraße 65 (Lage)                | Bürgerliches Wohnhaus                                                                                      |                                                                                                 | [[Vorlage:Bilderwunsch/code!/C:52.399877,13.064678!/D:Nördliche Innenstadt Charlottenstraße 65, Bürgerliches Wohnhaus!/\|BW]]                                                                                     |
| 09155207 | Nördliche Innenstadt Charlottenstraße 67 (Lage)                | „Kleine Kaserne“ des Garde-Jäger-Bataillons                                                                | Baujahr: 1775-1779 Baumeister: Heinrich Ludwig Manger                                           | „Kleine Kaserne“ des Garde-Jäger-Bataillons |
| 09157180 | Nördliche Innenstadt Charlottenstraße 72 (Lage)                | Eingangshalle und Treppenhaus des Städtischen Krankenhauses (heute Teil des Ernst-von-Bergmann-Klinikums)  |                                                                                                 | [[Vorlage:Bilderwunsch/code!/C:52.401152,13.064599!/D:Nördliche Innenstadt Charlottenstraße 72, Eingangshalle und Treppenhaus des Städtischen Krankenhauses (heute Teil des Ernst-von-Bergmann-Klinikums)!/\|BW]] |
| 09155549 | Nördliche Innenstadt Charlottenstraße 84 (Lage)                | Bürgerliches Wohnhaus                                                                                      | Baujahr: 1774 Baumeister: Carl von Gontard                                                      | Bürgerliches Wohnhaus |
| 09155550 | Nördliche Innenstadt Charlottenstraße 85 (Lage)                | Bürgerliches Wohnhaus                                                                                      | Baujahr: 1774 Baumeister: Carl von Gontard                                                      | Bürgerliches Wohnhaus |
| 09155551 | Nördliche Innenstadt Charlottenstraße 86 (Lage)                | Bürgerliches Wohnhaus                                                                                      | Baujahr: 1774 Baumeister: Carl von Gontard                                                      | Bürgerliches Wohnhaus |
| 09155552 | Nördliche Innenstadt Charlottenstraße 87 (Lage)                | Bürgerliches Wohnhaus                                                                                      | Baujahr: 1773 Baumeister: Carl von Gontard                                                      | Bürgerliches Wohnhaus |
| 09155553 | Nördliche Innenstadt Charlottenstraße 88 (Lage)                | Bürgerliches Wohnhaus                                                                                      | Baujahr: 1773 Baumeister: Carl von Gontard                                                      | Bürgerliches Wohnhaus |
| 09155554 | Nördliche Innenstadt Charlottenstraße 89 (Lage)                | Bürgerliches Wohnhaus                                                                                      | Baujahr: 1773 Baumeister: Carl von Gontard                                                      | Bürgerliches Wohnhaus |
| 09155555 | Nördliche Innenstadt Charlottenstraße 94 (Lage)                | Bürgerliches Wohnhaus                                                                                      | Baujahr: 1781 Baumeister: Georg Christian Unger                                                 | Bürgerliches Wohnhaus |
| 09155556 | Nördliche Innenstadt Charlottenstraße 95 (Lage)                | Bürgerliches Wohnhaus                                                                                      | Baujahr: 1781 Baumeister: Georg Christian Unger                                                 | Bürgerliches Wohnhaus |
| 09155557 | Nördliche Innenstadt Charlottenstraße 96 (Lage)                | Bürgerliches Wohnhaus                                                                                      |                                                                                                 | Bürgerliches Wohnhaus |
| 09155558 | Nördliche Innenstadt Charlottenstraße 97 (Lage)                | Wohn- und Geschäftshaus                                                                                    |                                                                                                 | Wohn- und Geschäftshaus |
| 09155559 | Nördliche Innenstadt Charlottenstraße 98 (Lage)                | Bürgerliches Wohnhaus                                                                                      |                                                                                                 | Bürgerliches Wohnhaus |
| 09155560 | Nördliche Innenstadt Charlottenstraße 99 (Lage)                | Bürgerliches Wohnhaus                                                                                      | Baujahr: 1783 Baumeister: Johann Rudolf Heinrich Richter                                        | Bürgerliches Wohnhaus |
| 09155561 | Nördliche Innenstadt Charlottenstraße 100 (Lage)               | Bürgerliches Wohnhaus                                                                                      | Baujahr: 1783 Baumeister: Johann Rudolf Heinrich Richter                                        | Bürgerliches Wohnhaus |
| 09155562 | Nördliche Innenstadt Charlottenstraße 101 (Lage)               | Bürgerliches Wohnhaus, aufgestockt                                                                         | Baujahr: 1783, 1907 aufgestockt Baumeister: Johann Rudolf Heinrich Richter                      | Bürgerliches Wohnhaus, aufgestockt |
| 09155563 | Nördliche Innenstadt Charlottenstraße 102 (Lage)               | Bürgerliches Wohnhaus                                                                                      | Baujahr: 1783 Baumeister: Georg Christian Unger                                                 | Bürgerliches Wohnhaus |
| 09155564 | Nördliche Innenstadt Charlottenstraße 103 (Lage)               | Bürgerliches Wohnhaus                                                                                      | Baujahr: 1783 Baumeister: Georg Christian Unger                                                 | Bürgerliches Wohnhaus |
| 09155565 | Nördliche Innenstadt Charlottenstraße 104 (Lage)               | Bürgerliches Wohnhaus, aufgestockt                                                                         | Baujahr: 1782 Baumeister: Johann Rudolf Heinrich Richter (zugeschrieben)                        | Bürgerliches Wohnhaus, aufgestockt |
| 09155566 | Nördliche Innenstadt Charlottenstraße 105 (Lage)               | Bürgerliches Wohnhaus                                                                                      | Baujahr: 1782 Baumeister: Johann Rudolf Heinrich Richter (zugeschrieben)                        | Bürgerliches Wohnhaus |
| 09155567 | Nördliche Innenstadt Charlottenstraße 106 (Lage)               | Bürgerliches Wohnhaus                                                                                      | Baujahr: 1782 Baumeister: Johann Rudolf Heinrich Richter (zugeschrieben)                        | Bürgerliches Wohnhaus |
| 09155568 | Nördliche Innenstadt Charlottenstraße 107 (Lage)               | Bürgerliches Wohnhaus                                                                                      | Baujahr: 1781 Baumeister: Georg Christian Unger                                                 | Bürgerliches Wohnhaus |
| 09155569 | Nördliche Innenstadt Charlottenstraße 108 (Lage)               | Bürgerliches Wohnhaus                                                                                      | Baujahr: 1781 Baumeister: Georg Christian Unger                                                 | Bürgerliches Wohnhaus |
| 09155570 | Nördliche Innenstadt Charlottenstraße 109 (Lage)               | Bürgerliches Wohnhaus                                                                                      | Baujahr: 1781 Baumeister: Georg Christian Unger                                                 | Bürgerliches Wohnhaus |
| 09155571 | Nördliche Innenstadt Charlottenstraße 114 (Lage)               | Bürgerliches Wohnhaus                                                                                      |                                                                                                 | Bürgerliches Wohnhaus |
| 09155572 | Nördliche Innenstadt Charlottenstraße 115 (Lage)               | Barockes Typenhaus                                                                                         |                                                                                                 | Barockes Typenhaus |
| 09155573 | Nördliche Innenstadt Charlottenstraße 116 (Lage)               | Bürgerliches Wohnhaus, aufgestockt                                                                         | Baujahr: 1779 Baumeister: Georg Christian Unger                                                 | Bürgerliches Wohnhaus, aufgestockt |
| 09155574 | Nördliche Innenstadt Charlottenstraße 117 (Lage)               | Bürgerliches Wohnhaus                                                                                      | Baujahr: 1780 Baumeister: Georg Christian Unger                                                 | Bürgerliches Wohnhaus |
| 09155575 | Nördliche Innenstadt Charlottenstraße 118 (Lage)               | Bürgerliches Wohnhaus                                                                                      | Baujahr: 1780 Baumeister: Georg Christian Unger                                                 | Bürgerliches Wohnhaus |
| 09155576 | Nördliche Innenstadt Charlottenstraße 119 (Lage)               | Bürgerliches Wohnhaus                                                                                      | Baujahr: 1781 Baumeister: Georg Christian Unger                                                 | Bürgerliches Wohnhaus |
| 09155577 | Nördliche Innenstadt Charlottenstraße 120 (Lage)               | Bürgerliches Wohnhaus                                                                                      |                                                                                                 | Bürgerliches Wohnhaus |
| 09155578 | Nördliche Innenstadt Charlottenstraße 121 (Lage)               | Bürgerliches Wohnhaus                                                                                      |                                                                                                 | Bürgerliches Wohnhaus |
| 09155579 | Nördliche Innenstadt Charlottenstraße 122 (Lage)               | Bürgerliches Wohnhaus                                                                                      |                                                                                                 | Bürgerliches Wohnhaus |
| 09155580 | Nördliche Innenstadt Charlottenstraße 123 (Lage)               | Bürgerliches Wohnhaus                                                                                      |                                                                                                 | Bürgerliches Wohnhaus |
| 09155581 | Nördliche Innenstadt Charlottenstraße 124 (Lage)               | Bürgerliches Wohnhaus                                                                                      |                                                                                                 | Bürgerliches Wohnhaus |
| 09155582 | Nördliche Innenstadt Charlottenstraße 125 (Lage)               | Bürgerliches Wohnhaus                                                                                      |                                                                                                 | Bürgerliches Wohnhaus |
| 09155583 | Nördliche Innenstadt Charlottenstraße 126 (Lage)               | Bürgerliches Wohnhaus                                                                                      |                                                                                                 | Bürgerliches Wohnhaus |
| 09155584 | Nördliche Innenstadt Charlottenstraße 127 (Lage)               | Bürgerliches Wohnhaus                                                                                      |                                                                                                 | Bürgerliches Wohnhaus |
| 09155585 | Nördliche Innenstadt Charlottenstraße 128 (Lage)               | Bürgerliches Wohnhaus                                                                                      |                                                                                                 | Bürgerliches Wohnhaus |
| 09156291 | Brandenburger Vorstadt Clara-Zetkin-Straße 5 (Lage)            | Mietwohnhaus                                                                                               |                                                                                                 | Mietwohnhaus |
| 09156565 | Brandenburger Vorstadt Clara-Zetkin-Straße 16 (Lage)           | Mietwohnhaus                                                                                               |                                                                                                 | Mietwohnhaus |
| 09156566 | Brandenburger Vorstadt Clara-Zetkin-Straße 17 (Lage)           | Mietwohnhaus mit Seitenflügel, Vorgarten und Einfriedung                                                   |                                                                                                 | Mietwohnhaus mit Seitenflügel, Vorgarten und Einfriedung |
| 09156567 | Brandenburger Vorstadt Clara-Zetkin-Straße 18 (Lage)           | Mietwohnhaus mit Seitenflügel, Vor-, Hof- und Mietergarten                                                 |                                                                                                 | Mietwohnhaus mit Seitenflügel, Vor-, Hof- und Mietergarten |